# The Evian Championship
The Evian Championship ist eines der fünf Major-Golf-Turniere für Damen auf der LPGA Tour und der Ladies European Tour. Diese Meisterschaft wurde im Jahre 1994 gegründet und ist seit 2013 als Major-Turnier eingestuft. Das Turnier wird im September in Évian-les-Bains im Evian Resort Golf Club ausgetragen. Mit einem Preisgeld von 3,85 Millionen US-Dollar ist es das aktuell zweithöchste dotierte Turnier der LPGA-Tour nach den U.S. Women’s Open Golf Championship. Ab 2019 wird das Turnier im Juli ausgetragen und das Preisgeld steigt auf 4,1 Millionen US-Dollar.
Das Turnier wurde 1994 als Evian Masters gegründet und war eines der zwei Majors der Ladies European Tour. Ab 2000 beteiligte sich auch die LPGA Tour an der Austragung, was einen deutlichen Sprung des Preisgeldes bedeutete. Nach der Einstufung als Major folgte 2013 die Umbenennung in The Evian Championship. Die Championship wird seit der Gründung im Evian Resort Golf Club ausgetragen.

## Siegerinnen seit 2013
| Jahr | Siegerin                                | Nationalität                            | Ergebnis                                | Ergebnis                                | Preisgeld                               | Sieger- Preisgeld                       |
| ---- | --------------------------------------- | --------------------------------------- | --------------------------------------- | --------------------------------------- | --------------------------------------- | --------------------------------------- |
| 2025 | Grace Kim                               | Australien                              | 65-68-70-67                             | 270 (−14)                               | $ 8.000.000                             | $ 1.200.000                             |
| 2024 | Ayaka Furue                             | Japan                                   | 65-65-70-65                             | 265 (−19)                               | $ 8.000.000                             | $ 1.200.000                             |
| 2023 | Céline Boutier                          | Frankreich                              | 66-69-67-68                             | 270 (−14)                               | $ 6.500.000                             | $ 1.000.000                             |
| 2022 | Brooke Henderson                        | Kanada                                  | 64-64-68-71                             | 267 (−17)                               | $ 6.500.000                             | $ 1.000.000                             |
| 2021 | Minjee Lee                              | Australien                              | 68-69-65-64                             | 266 (−18)                               | $ 4.500.000                             | $ 675.000                               |
| 2020 | Aufgrund von COVID-19-Pandemie abgesagt | Aufgrund von COVID-19-Pandemie abgesagt | Aufgrund von COVID-19-Pandemie abgesagt | Aufgrund von COVID-19-Pandemie abgesagt | Aufgrund von COVID-19-Pandemie abgesagt | Aufgrund von COVID-19-Pandemie abgesagt |
| 2019 | Ko Jin-young                            | Südkorea                                | 65-71-66-67                             | 269 (−15)                               | $ 4.100.000                             | $ 615.000                               |
| 2018 | Angela Stanford                         | Vereinigte Staaten                      | 72-64-68-68                             | 272 (−12)                               | $ 3.850.000                             | $ 577.500                               |
| 2017 | Anna Nordquist                          | Schweden                                | 70-68-66                                | 204^ (−9)                               | $ 3.650.000                             | $ 547.500                               |
| 2016 | Chun In-gee                             | Südkorea                                | 63-66-65-69                             | 263 (−21)                               | $ 3.250.000                             | $ 487.500                               |
| 2015 | Lydia Ko                                | Neuseeland                              | 69-69-67-63                             | 268 (−16)                               | $ 3.250.000                             | $ 487.500                               |
| 2014 | Kim Hyo-joo                             | Südkorea                                | 61-72-72-68                             | 273 (−11)                               | $ 3.250.000                             | $ 487.500                               |
| 2013 | Suzann Pettersen                        | Norwegen                                | 66-69-68                                | 203^ (−10)                              | $ 3.250.000                             | $ 487.500                               |

- ^ durch Regen verkürzte Austragung

## Siegerinnen vor der Einstufung als Major-Turnier
| Jahr | Siegerin          | Nationalität       | Ergebnis    | Ergebnis  | Preisgeld   | Sieger- Preisgeld |
| ---- | ----------------- | ------------------ | ----------- | --------- | ----------- | ----------------- |
| 2012 | Park In-bee       | Südkorea           | 71-64-70-66 | 271 (−17) | $ 3.250.000 | $ 487.500         |
| 2011 | Ai Miyazato       | Japan              | 68-68-67-70 | 273 (−15) | $ 3.250.000 | $ 487.500         |
| 2010 | Jiyai Shin        | Südkorea           | 68-70-71-66 | 274 (−14) | $ 3.250.000 | $ 487.500         |
| 2009 | Ai Miyazato       | Japan              | 69-66-70-69 | 274 (−14) | $ 3.250.000 | $ 487.500         |
| 2008 | Helen Alfredsson  | Schweden           | 72-63-71-67 | 273 (−15) | $ 3.250.000 | $ 487.500         |
| 2007 | Natalie Gulbis    | Vereinigte Staaten | 72-69-73-70 | 284 (−4)  | $ 3.000.000 | $ 450.000         |
| 2006 | Karrie Webb       | Australien         | 67-68-69-68 | 272 (−16) | $ 3.000.000 | $ 450.000         |
| 2005 | Paula Creamer     | Vereinigte Staaten | 68-68-66-71 | 273 (−15) | $ 2.500.000 | $ 375.000         |
| 2004 | Wendy Doolan      | Australien         | 68-68-69-65 | 270 (−18) | $ 2.500.000 | $375.000          |
| 2003 | Juli Inkster      | Vereinigte Staaten | 66-72-64-65 | 267 (−21) | $ 2.100.000 | $ 315.000         |
| 2002 | Annika Sörenstam  | Schweden           | 68-67-65-69 | 269 (−19) | $ 2.100.000 | $ 315.000         |
| 2001 | Rachel Taske      | Australien         | 71-68-66-68 | 273 (−15) | $ 2.100.000 | $ 315.000         |
| 2000 | Annika Sörenstam  | Schweden           | 70-68-70-68 | 276 (−12) | $ 1.800.000 | $ 270.000         |
| 1999 | Catrin Nilsmark   | Schweden           | 69-70-72-68 | 279 (−9)  | £ 689.000   | £ 102.500         |
| 1998 | Helen Alfredsson  | Schweden           | 70-69-73-65 | 277 (−11) | £ 500.000   | £ 75.000          |
| 1997 | Hirmomi Kobayashi | Japan              | 69-67-69-69 | 274 (−14) | £ 425.000   | £ 63.750          |
| 1996 | Laura Davies      | England            | 72-69-65-68 | 274 (−14) | £ 375.000   | £ 56.250          |
| 1995 | Laura Davies      | England            | 68-67-69-67 | 281 (−17) | £ 270.000   | £ 40.630          |
| 1994 | Helen Alfredsson  | Schweden           | 71-73-73-70 | 287 (−1)  | £ 232.500   | £ 34.875          |

## Mehrfach-Sieger
- 3 Siege: Helen Alfredsson (1994, 1998, 2008)
- 2 Siege: Laura Davies (1994, 1995), Annika Sörenstam (2000, 2002), Ai Miyazato (2009, 2011)